# Resolutie 967 Veiligheidsraad Verenigde Naties
Resolutie 967 van de Veiligheidsraad van de Verenigde Naties werd unaniem aangenomen op 14 december 1994.

## Achtergrond
In 1980 overleed de Joegoslavische leider Tito, die decennialang de bindende kracht was geweest tussen de zes deelstaten van het land. Na zijn dood kende het nationalisme een sterke opmars, en in 1991 verklaarden verschillende deelstaten zich onafhankelijk. Zo ook Bosnië en Herzegovina, waar in 1992 een burgeroorlog ontstond tussen de Bosniakken, Kroaten en Serviërs. Deze oorlog, waarbij etnische zuiveringen plaatsvonden, ging door totdat er in 1995 middels het Verdrag van Dayton vrede zou worden gesloten.

## Inhoud
De Veiligheidsraad:
- herinnert aan zijn vorige resoluties over ex-Joegoslavië en specifiek resolutie 757 (het handelsembargo tegen Joegoslavië);
- neemt nota van brieven over een ernstige uitbraak van difterie en dat de enige voorraad tegenmiddel hiervoor zich in Servië en Montenegro bevindt;
- erkent dat de uitvoer van dit middel uit Servië en Montenegro een aanpassing van resolutie 757 vereist;

1. besluit gedurende 30 dagen de uitvoer van 12.000 flesjes tegenmiddel toe te staan;
2. besluit verder dat betalingen hiervoor enkel op bevroren rekeningen mogen geschieden;
3. besluit om op de hoogte te blijven.

## Verwante resoluties
- Resolutie 958 Veiligheidsraad Verenigde Naties
- Resolutie 959 Veiligheidsraad Verenigde Naties
- Resolutie 970 Veiligheidsraad Verenigde Naties (1995)
- Resolutie 981 Veiligheidsraad Verenigde Naties (1995)

Lijst ·  893 ·  894 ·  895 ·  896 ·  897 ·  898 ·  899 ·  900 ·  901 ·  902 ·  903 ·  904 ·  905 ·  906 ·  907 ·  908 ·  909 ·  910 ·  911 ·  912 ·  913 ·  914 ·  915 ·  916 ·  917 ·  918 ·  919 ·  920 ·  921 ·  922 ·  923 ·  924 ·  925 ·  926 ·  927 ·  928 ·  929 ·  930 ·  931 ·  932 ·  933 ·  934 ·  935 ·  936 ·  937 ·  938 ·  939 ·  940 ·  941 ·  942 ·  943 ·  944 ·  945 ·  946 ·  947 ·  948 ·  949 ·  950 ·  951 ·  952 ·  953 ·  954 ·  955 ·  956 ·  957 ·  958 ·  959 ·  960 ·  961 ·  962 ·  963 ·  964 ·  965 ·  966 ·  967 ·  968 ·  969